# 74e régiment d'infanterie territoriale
Le 74e régiment d'infanterie territorial est un régiment d'infanterie de l'armée de terre française qui a participé à la Première Guerre mondiale.

## Création et différentes dénominations
Le régiment reçoit son numéro par décret du 19 mars 1875, en prévision de la mobilisation.

## Chefs de corps
- lieutenant-colonel Chauvel

## Historique des garnisons, combats et batailles

### Première Guerre mondiale

#### Affectations
- 87e division d'infanterie territoriale d'août 1914 à avril 1917
- 38e division d'infanterie de juillet 1917 à novembre 1918

## Drapeau

Le drapeau du 74^{e} régiment d'infanterie territoriale.

Il porte, cousues en lettres d'or dans ses plis, les inscriptions suivantes :
- Ypres 1914
- L'Aisne 1918